# Liste der Abgeordneten zum Südtiroler Landtag (III. Legislaturperiode)
Die Liste der Abgeordneten zum III. Südtiroler Landtag listet alle bei der Landtagswahl 1956 gewählten Abgeordneten und etwaige Nachrücker auf.

## Abgeordnete
| Mitglied des Landtages          | Partei oder Wahlbündnis                 |
| ------------------------------- | --------------------------------------- |
| Pietro Arbanasich               | Partito Socialista Italiano             |
| Alfons Benedikter               | Südtiroler Volkspartei                  |
| Armando Bertorelle              | Democrazia Cristiana                    |
| Peter Brugger                   | Südtiroler Volkspartei                  |
| Joachim Dalsass                 | Südtiroler Volkspartei                  |
| Hans Dietl                      | Südtiroler Volkspartei                  |
| Eduard Dorfer                   | Südtiroler Volkspartei                  |
| Anton Kapfinger                 | Südtiroler Volkspartei                  |
| Maurizio Lorandi 1              | Movimento Sociale Italiano              |
| Silvius Magnago                 | Südtiroler Volkspartei                  |
| Hans Mayr                       | Südtiroler Volkspartei                  |
| Andrea Mitolo 2                 | Movimento Sociale Italiano              |
| Decio Molignoni                 | Partito Socialista Democratico Italiano |
| Ettore Nardin                   | Partito Comunista Italiano              |
| Hermann Nicolussi-Leck          | Südtiroler Volkspartei                  |
| Sandro Panizza                  | Democrazia Cristiana                    |
| Hans Plaikner                   | Südtiroler Volkspartei                  |
| Alois Pupp                      | Südtiroler Volkspartei                  |
| Giovanni Rizzi                  | Democrazia Cristiana                    |
| Anton Schatz                    | Südtiroler Volkspartei                  |
| Heinrich Theiner                | Südtiroler Volkspartei                  |
| Robert von Fioreschy            | Südtiroler Volkspartei                  |
| Marius Günther von Unterrichter | Südtiroler Volkspartei                  |